# 飲茶 (七龍珠)
飲茶 (日语：ヤムチャ)，是鳥山明漫畫作品《七龍珠》的虛構角色，官方授權App漫畫《七龍珠外傳 轉生成為飲茶》（ドラゴンボール外伝 転生したらヤムチャだった件）的主角，動畫版的配音員是古谷徹。

## 設定
名字的由來取自於中華料理「飲茶」，最初是和同伴普亞路一起在沙漠襲擊旅客的盗賊身份，為了克服對女性恐懼而跟隨孫悟空等人，後來成為龜仙人的徒弟改為武道家。與布馬交往一段時間但最後兩人分手。參加過天下第一武道大會和數場戰鬥，最後在賽魯遊戲結束後就沒有再參與戰鬥，之後在第25屆天下第一武道大會上與決定一起引退武術家身分的克林拒絕參加這次的比賽，因為覺得「出場也只是丟臉而已」而抱著消極的態度辭退出場邀約。《龍珠超》力之大會前依然有鍛煉身體但沒被邀請，在對抗莫洛被銀河巡警招募成為臨時隊員對抗莫洛一行人。
個性大而化之，容易與其他人相處，即便是化敵為友的人也是，但是容易輕敵，因此很容易被打敗。

### 招式
- 狼牙風風拳：飲茶的必殺技，快速的拳法並高速移動變成一隻狼向敵人集中連打，並使出雙臂的力量給予敵人致命一擊[6]。肉眼無法目視的速度快如閃電，宛如野狼，估計以每秒5拳的速度攻擊對手[7]。於「人造人·賽魯篇」中人造人19號對飲茶的數據探測這招名為「ROUGAWHOWHOKEN」。在遊戲中「狼牙風風拳」也有其他延伸招式，如高峰旋轉的「狼牙風風拳：旋風爪」與在手掌上集中氣後一閃的「狼牙風風拳：閃」和貫穿敵人防禦的招式「裏・狼牙風風拳」。

- 新狼牙風風拳：狼牙風風拳的進階技，招式性質相同[6]。但改成1秒可以擊出10拳[7]，瞬間提升了爆發力與攻擊力[6]。在第22屆天下第一武道大會上對峙天津飯時猛攻使出。

- 龜派氣功：龜仙人所創的招式，將氣集中在雙掌凝聚後擊出。飲茶在第22屆天下第一武道大會上作為一個秘密武器初次使用[8]，在「賽亞人篇」栽培人戰時也有使用並擊敗1隻栽培人。

- 繰氣彈：飲茶在第23屆天下第一武道大會作為「秘藏的招式」[9]。飲茶自創的招式，用氣使用集中於手上的技術。手能夠陸續放出氣功彈的功能，但這個氣功彈能夠自由的調動手指遠距離的操作，正面對手，甚至也能避開障礙物突襲對手。不過這招與比克等人的氣功彈不同，因為由於能夠使用手指操作的特性，只要能更詳細的使用這招就能有各種的變化攻擊，能在電影版與遊戲中無拘無束的軌道操作，也能四面八方的攻擊，是個速度與突襲性能出色的招式。在遊戲中「繰氣彈」也能夠注入更強的氣放出「超繰氣彈」與「特大繰氣彈」作為強化版招式。

- 舞空術：控制住全身的氣便一邊放出，作為飛行技，同時也是鶴仙流的技術。

- 狼牙風風投球拳：動畫《七龍珠超》原創劇情中在第六宇宙、第七宇宙友誼棒球比賽出現的招式。組合狼牙風風拳與繰氣彈的所編出的投球策略，能夠自在的操縱投球的軌道，與狼牙風風拳相同，身後出現狼的幻影。

### 戰鬥力
「賽亞人篇」於賽亞人來襲前布瑪測量的戰鬥力數據值是177，接受神殿訓練參與賽亞人戰是1480。

## 影響
飲茶在故事中的戲份並不多，由於戰鬥力比其他主角弱，部分的網友會拿他來惡搞，2016年《七龍珠超》的工作人員也在動畫第70話特地讓飲茶擔任主角並且用「被栽培人自爆而死」的身姿來做結束。